# Agarista oleifolia
Agarista oleifolia är en ljungväxtart som först beskrevs av Chamisso, och fick sitt nu gällande namn av George Don jr. Agarista oleifolia ingår i släktet Agarista och familjen ljungväxter. Utöver nominatformen finns också underarten A. o. glabra.